# Género en la sociedad bugis

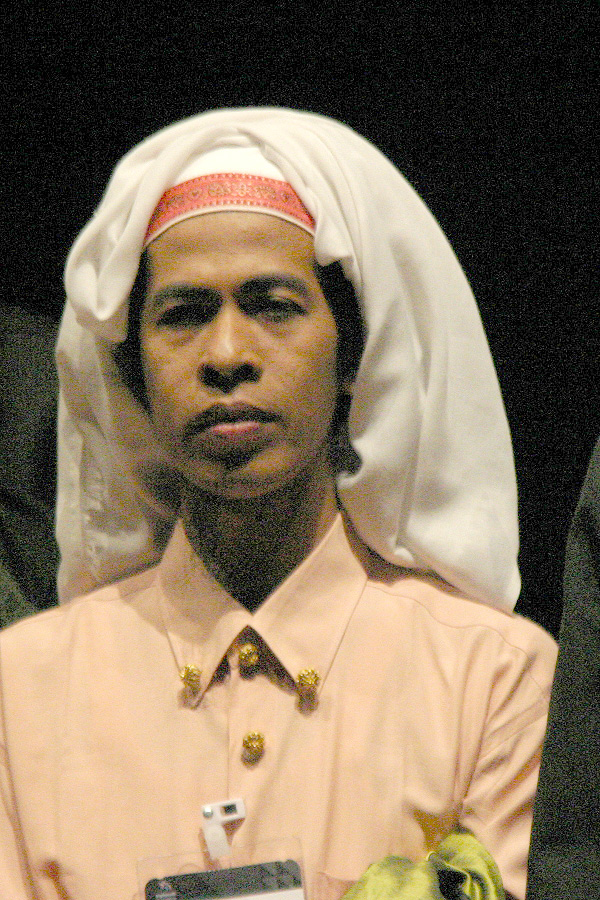
En la sociedad bugis, los bissu andróginos son sacerdotes, chamanes, hechiceros o médiums.

Los bugis son el grupo étnico más numeroso de los tres principales de la Provincia de Célebes Meridional, Indonesia, con unos 3 millones de personas. La mayoría de los bugis son musulmanes, pero muchos ritos preislámicos siguen siendo respetados en su cultura, incluida la idea de que el género existe en un espectro. La mayoría de los bugis se convirtieron del animismo al islam a principios del siglo XVII; un pequeño número de bugis se han convertido al cristianismo, pero la influencia del islam sigue siendo muy prominente en su sociedad.
En contraste con el binarismo de género, la sociedad bugis reconoce cinco géneros: makkunrai, oroané, bissu, calabai y calalai. El concepto de cinco géneros ha sido una parte clave de su cultura durante al menos seis siglos, según la antropóloga Sharyn Graham Davies, citando tradiciones similares en Tailandia, Malasia, India y Bangladés.
Las personas identificadas como oroané son comparables vagamente con los hombres cisgénero, makkunrai con las mujeres cisgénero, calalai con los hombres transgénero y calabai con las mujeres transgénero, mientras que las personas identificadas como bissu son comparables vagamente con las personas andróginas o intersexuales y son chamanes o sacerdotes comunitarios reverenciados. La clasificación de los calabai, calalai y bissu como terceros géneros es objeto de controversia. Estos roles también pueden considerarse como vocaciones ocupacionales y espirituales fundamentales, que no están tan directamente implicadas en designaciones como masculino y femenino.
En la vida social diaria, las personas bissu, calabai y calalai pueden entrar en las viviendas y en las aldeas tanto de los hombres como de las mujeres.

## Bissu
Los bissu son uno de los cinco géneros de los bugis. Existen teorías divergentes sobre sus orígenes definitivos.
Para que alguien sea considerado bissu, todos los aspectos del género deben combinarse para formar un todo. Se cree que se nace con la propensión a convertirse en bissu, que se revela en un bebé cuyos genitales son ambiguos. Estos genitales ambiguos no necesitan ser visibles; se cree que un hombre normativo que se convierte en bissu es mujer en el interior. Esta combinación de sexos permite que surja una identidad de "metagénero". Sin embargo, los genitales ambiguos por sí solos no confieren el estado de ser un bissu. La persona también debe aprender el idioma, las canciones y los conjuros, y tener un don para otorgar bendiciones para convertirse en bissu. Para ser considerado un "verdadero" bissu, un individuo necesita someterse a rituales de iniciación y a la tutoría de otro bissu, pero esta práctica está disminuyendo debido a la disminución del número de personas que asumen el papel. Se espera que permanezcan célibes y vistan ropas conservadoras. En la práctica, muchos bissu participan en actividades sexuales (especialmente con personas oroané), pero esto no es ampliamente reconocido y el reconocimiento público se considera que deslegitima el poder espiritual del bissu.
En la cultura bugis preislámica, los bissu eran vistos como intermediarios entre el pueblo y los dioses, según el antropólogo indonesio Halilintar Lathief. Los bissu están estrechamente asociados con la diosa de la luna, femenina pero andrógina, como su descendencia espiritual. Hasta la década de 1940, los bissu todavía eran fundamentales para mantener vivos los antiguos ritos palaciegos, incluidas las coronaciones de reyes y reinas. Históricamente, los bissu también han desempeñado un papel importante en otras ceremonias, particularmente en bodas y eventos de nacimiento.
Dentro de la categoría bissu, también hay varias subcategorías con diferentes roles, como se describe en poemas como La Galigo. Una consiste en aquellos que descienden directamente de los dioses y están estrechamente conectados con las cortes y los nobles. La segunda categoría está formada por los bissu terratenientes que no desempeñan funciones espirituales. La última categoría está formada por los bissu cuya función principal es facilitar los ritos religiosos.

### Persecución
La sociedad bugis tiene la creencia cultural de que los cinco géneros deben coexistir en armonía; pero en 2019, el número de bissu había disminuido drásticamente, después de años de creciente persecución y de la tradición de venerar a los bissu como sacerdotes tradicionales de la comunidad. Los bissu han sobrevivido principalmente participando en bodas como damas de honor y trabajando como agricultores, además de desempeñar sus funciones culturales como sacerdotes. Los grupos islámicos de línea dura, la policía y los políticos han desempeñado su papel en el aumento del acoso y la discriminación de los no heterosexuales en Indonesia.
El estado de tolerancia de los bissu durante el gobierno colonial holandés fue mixto, ya que el régimen colonial permitió que algunas estructuras sociales indígenas se mantuvieran para mantener la productividad agrícola y porque consideraban que las tradiciones indígenas eran un baluarte contra el Islam. Aun así, los holandeses contribuyeron a un entorno hostil a las prácticas e identidades sexuales "inmorales", especialmente como una forma de diferenciarse de los pueblos indígenas. Tras la independencia en 1949, los antiguos reinos bugis se incorporaron a la nueva república y los roles de los bissu se fueron dejando cada vez más relegados debido a su conexión con la realeza bugis. Aunque las tradiciones bissu pudieron coexistir con los ideales islámicos durante gran parte de la historia anterior a la independencia, una rebelión islámica regional en Sulawesi del Sur condujo a una mayor persecución (parte de la rebelión Darul Islam conocida como Operasi Tobat). A medida que el ambiente se volvía cada vez más hostil hacia los no heterosexuales, menos personas estaban dispuestas a asumir el papel de bissu. Con el ascenso de la administración del Nuevo Orden de Suharto, los bissu fueron marginados aún más como elementos desviados y no islámicos de la sociedad indonesia. Los bissu también fueron objeto de persecución durante la era del Nuevo Orden debido a su supuesta asociación con el Partido Comunista de Indonesia. Esta persecución incluyó la prohibición de las prácticas bissu, la destrucción de objetos espiritualmente significativos, la asimilación forzada de los bissu a roles masculinos y la ejecución de muchos individuos bissu.
En la era posterior a Suharto, ha habido intentos de revitalizar las prácticas tradicionales de los bissu, y muchos elementos de sus costumbres se han fusionado con los de la tradición islámica. Se puede encontrar a los bissu impartiendo bendiciones a los peregrinos durante el Hajj e incluso participando ellos mismos en la peregrinación. Sin embargo, esta revitalización también ha hecho que las costumbres de los bissu se consideren una atracción para los turistas, lo que reduce su tradición a fines de entretenimiento y hace caso omiso del trasfondo espiritual en el que se basan las prácticas. Los bissu también experimentan una mayor aceptación y respeto social cuando se los ve cumpliendo activamente sus funciones espirituales, pero a menudo se espera que de ellos se les asignen roles masculinos o femeninos más estrictos cuando no lo hacen. Aunque los bissu son espiritualmente distintos de las personas no binarias e intersexuales en general, esta distinción se está volviendo cada vez más difusa. Muchos bissu ahora se dedican a ocupaciones que se asocian más estrechamente con los roles waria, como el maquillaje de novias. Incluso en la sociedad bugis, el papel de los bissu se ha confundido recientemente con el de los calalai y los calabai. Debido a la disminución de la población bissu, algunos rituales han comenzado a sustituirlo por personas calalai y calabai.

## Calabai

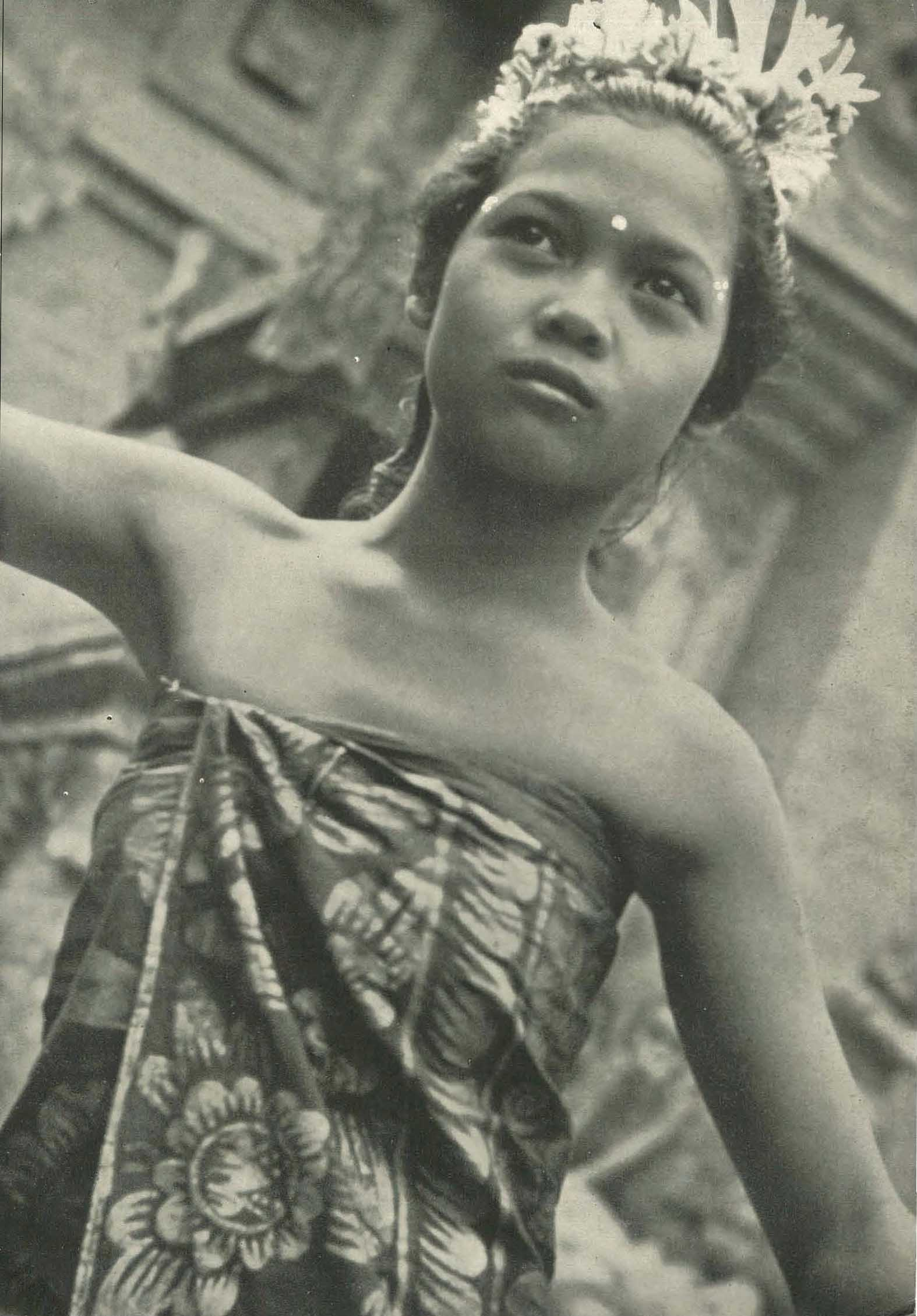
Danzante calabai, 1953.

Según el sistema de género bugis, a las personas identificadas como calabai se les asigna generalmente el sexo masculino al nacer, pero asumen el papel de mujeres heterosexuales. Su moda y expresión de género son claramente femeninas, pero no coinciden directamente con las de las mujeres heterosexuales "típicas". Especialmente en la era moderna, la moda de los calabai también ha sido influenciada por estilos ajenos a la cultura bugis tradicional, como los de fuentes islámicas y cristianas. Los roles tradicionales de los calabai incluyen la planificación de la boda y la peluquería.

Si se va a celebrar una boda en la sociedad bugis, lo más frecuente es que los calabai participen en la organización. Cuando se ha acordado una fecha para la boda, la familia se acerca a un calabai y negocia un plan de boda. El calabai será responsable de muchas cosas: montar y decorar la carpa, arreglar las sillas de la novia, el vestido de novia, los disfraces para el novio y todo el cortejo nupcial (hasta veinticinco personas), el maquillaje para todos los participantes y toda la comida. Rara vez asistí a una boda en un pueblo con menos de mil invitados. El día de la boda, algunas calabai permanecen en la cocina preparando la comida mientras otras forman parte de la recepción, acompañando a los invitados a sus asientos.
Sharyn Graham

Las personas calabai aceptan su feminidad y viven como mujeres, pero por lo general no se consideran mujeres, ni desean ser mujeres ni se sienten atrapadas en el cuerpo de un hombre. Las cirugías de feminización a gran escala no se realizan a menudo porque, aunque muchas calabai desean rasgos más femeninos, los genitales masculinos no son inherentemente contradictorios con su identidad calabai. Sin embargo, el alto costo y la baja accesibilidad de tales cirugías tampoco pueden pasarse por alto como una barrera importante. Gran parte de la sociedad indonesia enfatiza la importancia de la familia nuclear (en indonesio: azas kekeluargaan) y la heteronormatividad, y las calabai a menudo se ajustan a esta base asumiendo los roles de esposas en una familia nuclear. Con este fin, algunas calabai se someten a matrimonios no oficiales (conocidos como kahwin di bawah tangan, o matrimonio por debajo de la mano).
La identidad calabai se considera inevitable, permanente y dada por Dios. Aunque esta visión ha contribuido a la tolerancia general de los calabai en muchas partes de la sociedad bugis moderna, en algunos casos también promueve la exclusión de los calabai debido a las implicaciones de compasión y falta de agencia individual. Además, carecen de gran parte del significado espiritual asociado con los bissu, y hay una caída correspondiente en la cantidad de respeto brindado a los calabai en comparación.

## Calalai
A las personas identificadas como calalai se les asigna el sexo femenino al nacer, pero asumen los roles de los hombres heterosexuales. Se presentan como hombres, tienen trabajos masculinos y, por lo general, viven con parejas femeninas para adoptar niños. Aunque, por lo general, se visten de manera masculina, muchos calalai incluyen indicadores distintivos de una identidad calalai única en su estilo y no se visten completamente como los oroané, como usar un pendiente solo en la oreja derecha (en comparación con la oreja izquierda de los oroané y las dos orejas de los makkunrai). A menudo se espera que los calalai exhiban una mezcla de virtudes femeninas y masculinas, como la devoción y la valentía, respectivamente. De manera similar, los calalai pueden realizar comportamientos tanto masculinos como femeninos, y existe un cierto grado de fluidez en esta expresión según la ocasión.
Hay un número considerablemente pequeño de calalai incluso en comparación con los bissu y los calabai porque a muchos no se les incentiva a identificarse como calalai. En general, existe un mayor nivel de discriminación hacia las personas asignadas como mujeres al nacer que renuncian a ser madres y esposas, y a menudo se las estereotipa como perezosas. Gran parte de su trabajo también está fuera de la vista del público, como en la agricultura, en comparación con los calabai, a quienes a menudo se los ve trabajando como cocineros, peluqueros y organizadores de bodas, y estos contrastes pueden contribuir a este estereotipo.